# 阿爾弗雷德·康斯坦丁·薩爾姆-薩爾姆
阿尔弗莱德·康斯坦丁·亚历山大·安格鲁斯·玛利亚（德語：Alfred Konstantin Alexander Angelus Maria；1814年12月27日—1886年10月5日），出生于安霍尔特。萨尔姆-萨尔姆亲王，是萨尔姆-萨尔姆亲王弗洛伦汀与妻子弗莱明尼亚·巴罗恩·罗西的长子。
1836年6月13日，阿尔弗莱德在Roeulx与克洛伊公主奥古斯塔结婚，二人有六子五女：
- 玛蒂尔德（Mathilde Wilhelmine Marie Konstanze，1837年4月19日－1898年4月19日）；
- 利奧波德（Nikolaus Leopold Joseph Maria，1838年7月18日－1908年2月16日）；
- 法蘭西絲卡（Franziska Adelheid Marie Christiane Alix，1840年1月21日－1916年8月25日）；
- 玛丽·埃利奥诺尔（Marie Eleonore Maximiliane Auguste，1843年4月13日－1908年6月3日）；
- 卡尔·泰奥多尔（Karl Theodor Alfred Maria Paul Amatus，1845年3月6日－1923年1月16日）；
- 阿爾弗雷德（Alfred Ferdinand Stephan Maria，1846年3月13日－1923年4月20日）；
- 埃曼努埃尔·玛利亚·约翰（Emanuel Maria Johann，1847年7月6日－1866年6月26日）；
- 威廉·弗洛伦丁（Wilhelm Florentin Felix Leopold Maria，1848年8月30日－1894年7月19日）；
- 马克西米利安·埃米尔（Maximilian Emil Franz August Maria，1849年11月4日－1873年3月24日）；
- 尤菲米娅·马克西米利安娜（Euphemia Maximiliana Maria Constantia，1851年6月1日－1931年2月17日）；
- 娜塔莉·鲁多法（Natalie Rudolpha Maria Flaminia，1853年12月9日－1913年3月14日）。